# Marija Kolewa
Marija Kolewa, panieńskie Jordanowa (ur. 25 maja 2002) – bułgarska siatkarka, reprezentantka kraju, grająca na pozycji przyjmującej.
Jej zasięg w ataku wynosi 296 cm, a w bloku 284 cm.

## Przebieg kariery
| Lata                      | Klub                             |
| ------------------------- | -------------------------------- |
| 2016–2020                 | Lewski Sofia                     |
| 2020–2022                 | CSM Târgoviște                   |
| 2022–2023                 | SF Paris Saint-Cloud             |
| 2023–2024                 | Nilüfer Belediyespor             |
| 2024–2024 (do 23.11.2024) | MOYA Radomka Radom               |
| 2024–2025 (od 26.11.2024) | Keçiören Belediyesi Sigorta Shop |
| 2025–                     | Dentil/Praia Clube               |

## Sukcesy klubowe
Liga bułgarska:
- 2017, 2018, 2019, 2020

Liga rumuńska:
- 2021[10]
- 2022[11]

## Sukcesy reprezentacyjne
Mistrzostwa Europy U-16:
- 2017[12]

Liga Europejska:
- 2021[13]